# سمر سلام (2014)
سمر سلام 2014 هو حدث سمر سلام وقع تنظيم في 17 أغسطس 2014.

## قائمة المباريات
| م | المبارات                         | التوقيت | ملاحظـــــــــات                     |
| - | -------------------------------- | ------- | ------------------------------------ |
| 1 | روب فان دام هزم سيزارو           | 8:05    |                                      |
| 2 | دولف زيغلر هزم ذا ميز            | 7:52    | بطولة القارات                        |
| 3 | بايج هزمت إيه جاي لي             | 4:57    | بطولة ديفاز                          |
| 4 | أليكساندر روسيف هزم جاك سواغر    | 8:55    |                                      |
| 4 | سيث رولينز هزم دين امبروز        | 10:52   |                                      |
| 4 | براي وايت هزم كريس جيريكو        | 12:57   |                                      |
| 4 | ستيفاني مكمان هزمت ذا بيلا توينز | 10:16   |                                      |
| 4 | رومان رينز هزم راندي أورتن       | 16:17   |                                      |
| 5 | بروك ليسنر هزم جون سينا          | 16:06   | بطولة دبليو دبليو إي والعالم الموحدة |

## روابط خارجية
- سمر سلام 2014 على موقع IMDb (الإنجليزية)
- سمر سلام 2014 على موقع قاعدة بيانات الفيلم (الإنجليزية)
- سمر سلام 2014 على موقع كينوبويسك (الروسية)